# Ileodictyon cibarium
Ileodictyon cibarium Tul. ex M. Raoul – gatunek saprotroficznych grzybów z rodziny sromotnikowatych (Phallaceae). 

## Systematyka i nazewnictwo
Pozycja w klasyfikacji według Index Fungorum: Ileodictyon, Phallaceae, Phallales, Phallomycetidae, Agaricomycetes, Agaricomycotina, Basidiomycota, Fungi.
Synonimy nazwy naukowej:
- Clathrus cibarius (Tul.) E. Fisch. 1886
- Ileodictyon cibarium var. giganteum Colenso 1893
- Ileodictyon giganteum (Colenso) Colenso 1893

## Występowanie
Występuje głównie na Nowej Zelandii, gdzie określany jest potoczną nazwą "basket fungus" lub "white basket fungus". Jest gatunkiem rodzimym dla Nowej Zelandii i Australii. Opisywano go także z Chile, oraz Wielkiej Brytanii i Wschodniej Afryki, gdzie został zawleczony